# Neogurelca
Neogurelca este un gen de molii din familia Sphingidae. 

## Specii
- Neogurelca himachala (Butler, 1876)
- Neogurelca hyas (Walker, 1856)
- Neogurelca masuriensis (Butler, 1875)
- Neogurelca montana (Rothschild & Jordan, 1915)
- Neogurelca mulleri (Clark, 1923)
- Neogurelca sonorensis (Clark, 1919)